# Зенебил
Зенебил (њем. Sönnebüll) општина је у њемачкој савезној држави Шлезвиг-Холштајн. Једно је од 132 општинска средишта округа Нордфризланд. Према процјени из 2010. у општини је живјело 252 становника. Посједује регионалну шифру (AGS) 1054121.

## Географски и демографски подаци
Зенебил се налази у савезној држави Шлезвиг-Холштајн у округу Нордфризланд. Општина се налази на надморској висини од 14 метара. Површина општине износи 4,3 km². У самом мјесту је, према процјени из 2010. године, живјело 252 становника. Просјечна густина становништва износи 59 становника/km².

## Међународна сарадња
| Мјесто         | Држава | Врста сарадње | Од    |
| -------------- | ------ | ------------- | ----- |
| Нере Рангструп | Данска | контакт       | 1991. |
| Извор          |        |               |       |